# 덴마크 민족사회주의노동자당

덴마크 민족사회주의노동자당의 1943년 선거 포스터. "민족사회주의자에게 투표"라고 쓰여 있다.

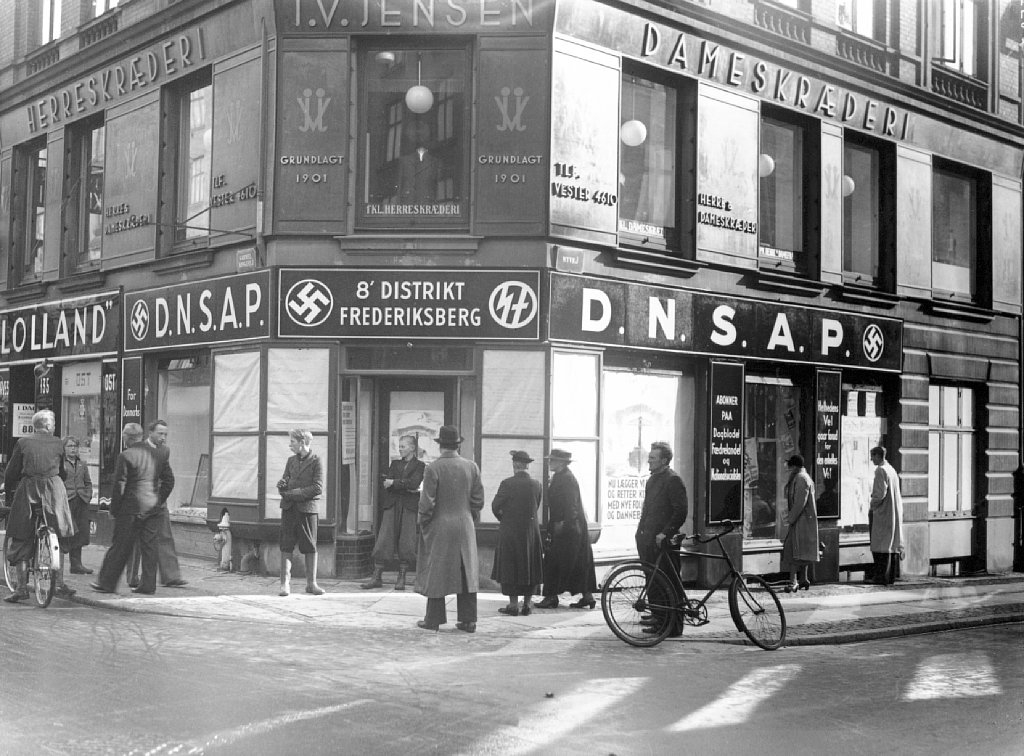
1940년부터 1942년까지 덴마크 가멜 콩에베이와 코펜하겐 사이의 프레데릭스보르에 있었던 덴마크 민족사회주의노동자당의 사무실

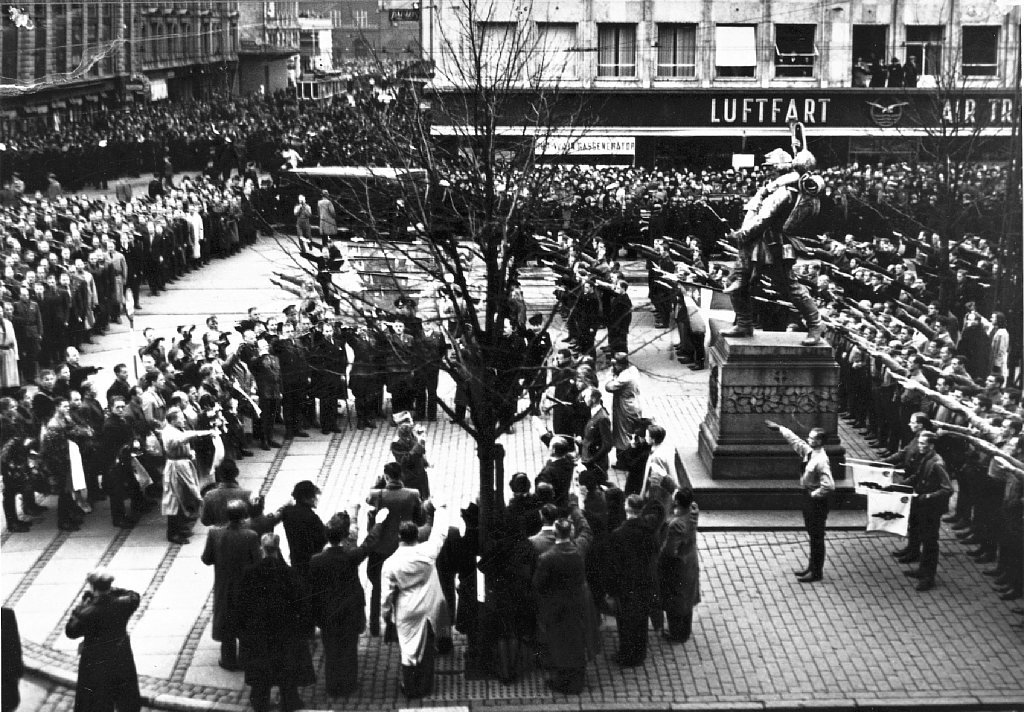
1940년 11월 7일에 열린 덴마크 민족사회주의노동자당의 퍼레이드 및 시위. 당원들이 나치 경례를 하고 있다.

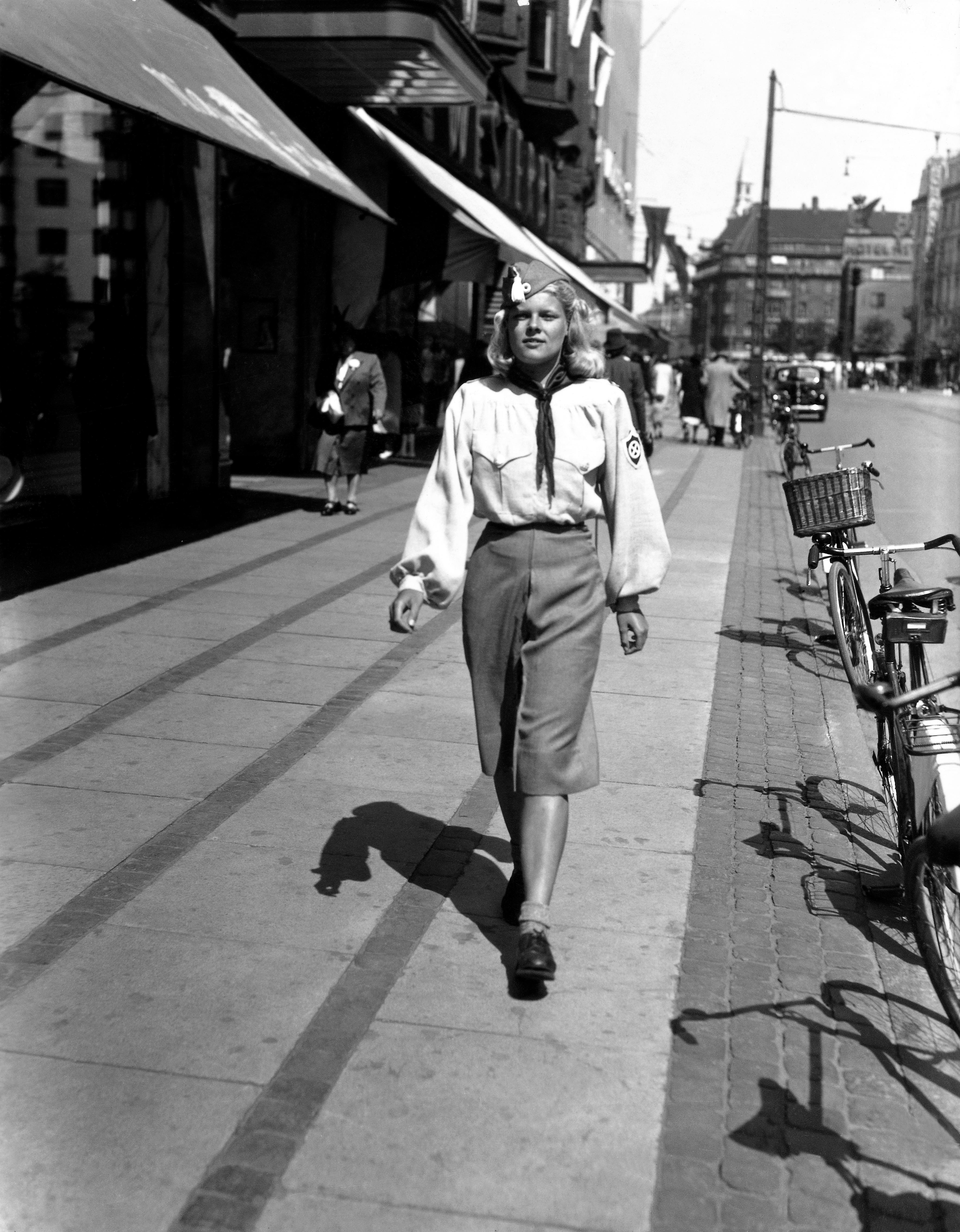
1941년에 촬영된 덴마크 민족사회주의노동자당의 청년 조직 "청년 민족사회주의자"의 여성 단원의 모습

덴마크 민족사회주의노동자당(덴마크어: Danmarks Nationalsocialistiske Arbejderparti 단마륵스 나티오날소시알리스티스케 아르베이데르파르티[*], 약칭 DNSAP) 은 제2차 세계 대전 당시에 존재했던 덴마크의 가장 큰 나치즘 정당이었다.
이 정당은 1930년 독일 총선거에서 나치당이 승리를 거둔 후 같은 해 1930년 11월 16일 창당되었으며, 당시 독일 나치당의 정식 당명 ‘민족사회주의 독일 노동자당’을 본떠서 명명하였다. 또한 이 당은 나치당의 스와스티카를 당의 로고로 지정하였으며, 당의 경례를 나치 경례로 지정하였다. 또한, 자신들의 준군사조직의 이름을 "돌격대"로 지정하였으며, 호르스트 베셀의 노래의 덴마크어 번역본을 당가로 지정하였다. 또한, 반유대주의적 성향을 내포하였으며, 독일의 나치당과 거의 비슷한 정책을 펼쳤다.
그러나 이 당은 독일과는 다른 차이를 보였는데, 덴마크 민족주의자들은, 역사적인 슐레스비히 공국 전체를 데리고 남쪽으로 성장하여, 덴마크 통치 하의 더 많은 독일인을 가져올 수 있는 이동을 원하였으며, 또한 덴마크 민족사회주의노동자당은 남부 슐레스비히와 북부 슐레스비히의 독일화된 덴마크인을 원하였으며, 정치적으로 그들을 다시 덴마크 통치 하로 복귀시키기를 원했다. 또한, 독일은 북부 슐레스비히를 독일로 통합하고 싶어하였으며, 덴마크 민족사회주의노동자당 은 또한, 덴마크 군주에 대한 충성의 원칙과, 덴마크 교회를 지지하였다.
정당은 당수였던 카위 렘브케(Cay Lembcke)에 의해 지도되었지만, 그들은 자신의 지도력 하에 고작 몇 백명도 두지 못하였으며, 1932년 총선거에서는 최소한의 지지조차 받지 못하였다.
1933년, 이에 대하여 당수가 프리츠 클라우센으로 교체되었으며, 이후 덴마크 민족사회주의노동자당 지지자들의 대부분이 있었던 북부 슐레스비히에서의 활동을 집중하자, 이후 1939년 선거에서 5,000명의 당원, 덴마크 의회에서 1.8%의 득표율로 3석을 얻어 원내 진출에 성공하였다.
덴마크 민족사회주의노동자당은, 1940년 4월 9일에 아돌프 히틀러의 침략을 지원, 지지하였다. 덴마크에서 나치 독일 정부로의 이행은, 1940년 말에 독일의 관리자였던 세실 폰 렌테핑크(Cecil von Renthe-Fink)가 고려하였으나 덴마크 민족사회주의노동자당이 나치 독일에게 재정적 및 정치적 지원을 받을 수 있다고 하더라도, 결국엔 덴마크 정부의 합법적인 협력과 정책과 나치 독일이 전쟁에서 승리할때까지 기다리는 것이 더 나은 선택으로 간주 되게 되었다.
덴마크 민족사회주의노동자당의 전례가 없는 드문 승리는, 무장 친위대와 덴마크 자유 군단의 역할이 컸으며, 또한 덴마크 민족사회주의노동자당은 덴마크 전시연합정부 (1940년 ~ 1943년), 1943년 선거에서 2.1 %의 득표율로 덴마크 의회에서 3석을 얻게 되었다. 이에 대하여 선거 다음 날, 실망한 당수 프리츠 클라우센은 나치 독일의 재정 지원을 포기하겠다고 발표하였다.
제2차 세계 대전 종료 후, 덴마크 민족사회주의노동자당은 공식적으로 1945년 5월에 해산하였으며, 거의 모든 대중적 지지를 잃게 되었다. 현재 덴마크 민족사회주의노동자당은, 해산 후 덴마크 국가사회주의 운동으로 계승되었다.

## 같이 보기
- 국가사회주의 독일 노동자당
- 나치 독일
- 나치즘